# 旧察洪
旧察洪（德語：Alt Zachun）是德国梅克伦堡-前波美拉尼亚州的市镇，隶属于路德维希斯卢斯特-帕尔希姆县，总面积为8.43平方千米，截至2020年总人口为364人。